# ملاقات (فیلم ۲۰۰۲)
ملاقات (به هندی: Mulaqaat) یا دیدار فیلمی محصول سال ۲۰۰۲ و به کارگردانی کی. راوی شانکار است. در این فیلم بازیگرانی همچون جکی شروف، مادهو، کولبوشان کارباندا ایفای نقش کرده‌اند.